# Pimpinella squamosa
Pimpinella squamosa (возможное русскоязычное название Бедренец чешуйчатый) — многолетнее травянистое растение, вид рода Зонтичные (Apiaceae) семейства Зонтичные (Apiaceae). В литературе и интернет-источниках встречается под устаревшим синонимичным названием Бе́дренец голостебельный (лат. Pimpinella nudicaulis).

## Распространение и экология
Ареал вида охватывает Закавказье.
Произрастает на каменистых, нередко известковых склонах.

## Биологическое описание
Корень толстый, наверху дающий укороченные побеги, плотно одетые черешками отмерших листьев. Стебли высотой 30—70 см, в числе нескольких, прямые или при основании восходящие, голые, наверху ветвистые.
Прикорневые листья многочисленные, линейно-продолговатые, на длинных черешках, длиной, вместе с черешком, 7—11 см, шириной около 2 см, перистые с двумя-тремя парами первичных, сидячих листочков, последние широкояйцевидные, крупно зубчатые или перисто-рассечённые на ланцетовидно-линейные дольки, голые или очень редко чуть шероховато-опушённые. Стеблевые листья в числе нескольких или иногда отсутствуют, мелкие, с линейными дольками.
Зонтики с 5—9 неравными, гладкими лучами; обёртки и обёрточки отсутствуют; лепестки белые, очень мелкие, длиной около 0,5 мм, чуть выемчатые.
Плоды яйцевидные, длиной 2,5 мм, шириной около 1 мм, гладкие; подстолбие коротко коническое; столбики немного длиннее подстолбия, вниз отогнутые.

## Классификация

### Таксономия[2]
Pimpinella squamosa Karjagin, 1936, Trudy Bot. Inst. (Baku) 2: 265
Pimpinella squamosa относится к роду Бедренец (Pimpinella) семейства Зонтичные (Apiaceae) порядка Зонтикоцветные  (Apiales). Кладограмма в соответствии с Системой APG IV:
|  |                                      |  |                                   |                                   |                     |  | ещё 6 семейств | ещё 6 семейств |                     |  |  |  | еще 171 подтвержденный и 73 в статусе "непроверенных" видов и инфравидовых таксонов |
|  |                                      |  |                                   |                                   |                     |  | ещё 6 семейств | ещё 6 семейств |                     |  |  |  | еще 171 подтвержденный и 73 в статусе "непроверенных" видов и инфравидовых таксонов |
|  |                                      |  |                                   | порядок Зонтикоцветные            |                     |  |                |                | род Бедренец        |  |  |  |                                                                                     |
|  |                                      |  |                                   | порядок Зонтикоцветные            |                     |  |                |                | род Бедренец        |  |  |  |                                                                                     |
|  | отдел Цветковые, или Покрытосеменные |  |                                   |                                   | семейство Зонтичные |  |                |                | Pimpinella squamosa |  |  |  |                                                                                     |
|  | отдел Цветковые, или Покрытосеменные |  |                                   |                                   | семейство Зонтичные |  |                |                |                     |  |  |  |                                                                                     |
|  |                                      |  | ещё 63 порядка цветковых растений | ещё 63 порядка цветковых растений |                     |  |                | ещё 447 родов  | ещё 447 родов       |  |  |  |                                                                                     |
|  |                                      |  |                                   | ещё 63 порядка цветковых растений |                     |  |                |                | ещё 447 родов       |  |  |  |                                                                                     |